# Kya Kehna
Kya Kehna (hindi: क्या कहना; italiano: Cosa dire) è un film indiano del 2000 diretto da Kundan Shah e con protagonisti Saif Ali Khan, Preity Zinta, Chandrachur Singh, Anupam Kher e Farida Jalal. Il film ha ottenuto un successo sorprendente lanciando la carriera di Preity Zinta come attrice. Il film affronta un tema taboo per la società indiana come quello della gravidanza pre-matrimoniale.